# Кастелламмаре-ди-Стабия (станция)
Кастелламмаре-ди-Стабия (итал. Stazione di Castellammare di Stabia) — станция на железнодорожной линии Неаполь — Сорренто, обслуживаемой компанией Circumvesuviana. Расположена в центре одноимённого города. Оборудована вращающимися турникетами. Колея — 950 мм.

## Описание
Разъезд на однопутной линии в Сорренто. На станции есть 3 пути, ближайший к вокзалу не используется и не имеет платформы. Между двумя другими расположена островная платформа, связанная с вокзалом подземным переходом. На платформе есть навес, лавочки, клумба и часы. К северо-восточному концу сужается.

## Движение
Отправляются прямые поезда в Неаполь, Сорренто, Помпеи, Торре дель Греко и Торре Аннунзиата.
Станция Кастелламаре-ди-Стабия является частью проекта под названием "Метро-Стабия", в рамках которого планируется перестроить вокзал и организовать сообщение с Нуове Терме.

## Услуги
На станции предоставляются услуги:
- Касса
- Бар
- Общественный туалет

## Пересадки
В вокзальный комплекс интегрирована конечная фуникулёра Файто.
- Автобусная остановка
- Фуникулёр на гору Монте Файто

С 1921 по 1946 год была остановка междугороднего трамвая, который ходил  в Сорренто.